# Naupoda ypsilonoides
Naupoda ypsilonoides är en tvåvingeart som beskrevs av Meijere 1924. Naupoda ypsilonoides ingår i släktet Naupoda och familjen bredmunsflugor. Inga underarter finns listade i Catalogue of Life.